# Cloverdale (Ohio)
Cloverdale és una població dels Estats Units a l'estat d'Ohio. Segons el cens del 2000 tenia 201 habitants.

## Demografia
Segons el cens del 2000, Cloverdale tenia 201 habitants, 65 habitatges, i 41 famílies. La densitat de població era de 129,3 habitants per km².
Dels 65 habitatges en un 35,4% hi vivien nens de menys de 18 anys, en un 47,7% hi vivien parelles casades, en un 7,7% dones solteres, i en un 36,9% no eren unitats familiars. En el 33,8% dels habitatges hi vivien persones soles el 13,8% de les quals corresponia a persones de 65 anys o més que vivien soles. El nombre mitjà de persones vivint en cada habitatge era de 2,46 i el nombre mitjà de persones que vivien en cada família era de 3,2.
Per edats la població es repartia de la següent manera: un 23,4% tenia menys de 18 anys, un 6% entre 18 i 24, un 20,9% entre 25 i 44, un 16,9% de 45 a 60 i un 32,8% 65 anys o més.
L'edat mediana era de 45 anys. Per cada 100 dones de 18 o més anys hi havia 90,1 homes.
La renda mediana per habitatge era de 36.250 $ i la renda mediana per família de 38.438 $. Els homes tenien una renda mediana de 33.125 $ mentre que les dones 15.625 $. La renda per capita de la població era de 19.333 $. Aproximadament el 15,2% de les famílies i el 19,9% de la població estaven per davall del llindar de pobresa.

## Poblacions properes
El següent diagrama mostra les poblacions més properes.